# Joseph-Eugène-Bruno Guigues
Pour les articles homonymes, voir Guigues.
Joseph-Eugène-Bruno Guigues, né le 26 août 1805 à La Garde et mort le 8 février 1874 à Ottawa, est un ecclésiastique canadien. Il est le premier évêque d'Ottawa, alors nommé Bytown.

## Biographie
Il est écrit sur son acte de naissance qu’il est né « le 8 fructidor de l’an XIII ».  Joseph-Eugène fait profession d'Oblat de Marie-Immaculée entre les mains de l'évêque Charles-Eugène de Mazenod, le 4 octobre 1824, à Aix, en Provence. Il est ordonné prêtre à Aix le 26 mai 1828 par l'évêque Fortuné de Mazenod, évêque de Marseille. De ce jour jusqu'à l'année 1844, il donne des missions dans les diocèses d'Aix, de Marseille, de Tréguier, de Gap, de Grenoble et de Valence.
Il est nommé Supérieur-provincial  des Oblats à Longueuil au Canada et arrive au pays en 1844. Il est promu par Pie IX évêque de Bytown (Ottawa) en 1847, il est consacré dans sa cathédrale, le 30 juillet 1848 par l'évêque Rémi Gaulin.

## Œuvres
Joseph-Eugène-Bruno Guigues a admis dans son diocèse, les Sœurs grises de la Croix, les Sœurs de la congrégation de Notre-Dame de Montréal et les Sœurs de la Charité du Refuge. Durant son règne qui dure 25 ans, il fait construire la cathédrale Notre-Dame (1856) et ériger le cimetière Notre-Dame d’Ottawa (1872).
Guigues fonde sous le nom de « collège de Bytown » l’Université d’Ottawa. Il inspire la fondation de la Commission des écoles séparées en 1856.
Il se rend à Rome en 1850 et en 1867 pour les grandes fêtes du 18e centenaire du martyre des apôtres St-Pierre et St-Paul, et en 1869 assiste au concile du Vatican I.
Guigues meurt à Ottawa le 8 février 1874 et est inhumé le 12 février dans sa cathédrale.
Le nom de Guigues résonne toujours à Ottawa. De fait, une rue dans la Basse-Ville d'Ottawa ainsi qu'un centre de jour pour personnées âgées francophones porte son nom. Le Centre de jour Guigues loge dans ce qui était anciennement l'École Guigues, haut lieu de la résistance franco-ontarienne contre le Règlement 17 (1912-1927). Cette loi ontarienne visait l'abolition du français comme langue d'enseignement dans la province.
Une municipalité au Québec (région de l'Abitibi-Témiscamingue) porte le nom de Saint-Bruno-de-Guigues et une autre de Saint-Eugène-de-Guigues, en l'honneur du premier Évêque du comté.